# Inline-Skaterhockey-Europapokal
Der Inline-Skaterhockey-Europapokal ist ein europaweites Inline-Skaterhockey-Turnier für Vereinsmannschaften und wird jährlich von der International Inline Skater Hockey Federation (IISHF) ausgetragen.
Der erste Europapokal wurde 1998 im Herrenbereich ausgespielt und fand in Biel/Bienne, Schweiz statt. Die Qualifikation zu einer Europapokalteilnahme erfolgt durch den Gewinn der Landes- sowie der Vizelandesmeisterschaft in den verschiedenen Verbänden der IISHF. Ebenfalls qualifiziert sind der jeweilige Titelverteidiger aus dem Vorjahr sowie der Ausrichter des Turniers. Zur Saison 2011 wird erstmals ein Herren-Europapokal der Pokalsieger eingeführt, welcher in Givisiez, Schweiz ausgetragen wird.

## Bisherige Europapokale

### Herren
| Jahr | Gold                 | Silber                 | Bronze                    | Ort         |
| ---- | -------------------- | ---------------------- | ------------------------- | ----------- |
| 1998 | Bienne Seelanders    | ---                    | ---                       | Biel/Bienne |
| 1999 | Duisburg Ducks       | ---                    | ---                       | ---         |
| 2000 | Duisburg Ducks       | ---                    | ---                       | ---         |
| 2001 | SHC Rossemaison      | ---                    | ---                       | Chatham     |
| 2002 | Copenhagen Vikings   | ---                    | ---                       | Herlev      |
| 2003 | IHC La Tour          | Vesterbro Starz        | Duisburg Ducks            | Duisburg    |
| 2004 | Vesterbro Starz      | Duisburg Ducks         | Hallamshire Hornets       | Kaarst      |
| 2005 | Duisburg Ducks       | SHC Rossemaison        | Copenhagen Vikings        | Delsberg    |
| 2006 | Vesterbro Starz      | IHC La Tour            | Uedesheim Chiefs          | Essen       |
| 2007 | IHC La Tour          | HC Köln-West           | Bissendorfer Panther      | Montreux    |
| 2008 | HC Köln-West         | IHC La Tour            | SHC Rossemaison           | Duisburg    |
| 2009 | Hallamshire Hornets  | London Street Warriors | HC Köln-West              | Delsberg    |
| 2010 | HC Köln-West Rheinos | Vesterbro Starz        | SHC Rossemaison           | Rødovre     |
| 2011 | SHC Rockets Essen    | Hallamshire Hornets    | Vesterbro Starz           | Essen       |
| 2012 | Vesterbro Starz      | Duisburg Ducks         | Hallamshire Hornets       | Givisiez    |
| 2013 | TV Augsburg          | Hallamshire Hornets    | Vesterbro Starz           | Delsberg    |
| 2014 | TV Augsburg          | Hallamshire Hornets    | Sayaluca Cadempino Lugano | Delsberg    |
| 2015 | TV Augsburg          | Samurai Iserlohn       | SHC Rossemaison           | Givisiez    |
| 2016 | SHC Rockets Essen    | HC Köln-West Rheinos   | SHC Bienne Seelanders     | Lugano      |
| 2017 | HC Köln-West Rheinos | SHC Bienne Seelanders  | SHC Rockets Essen         | Duisburg    |
| 2018 | Starz                | SHC Rossemaison        | Crash Eagles Kaarst       | Rossemaison |
| 2019 | SHC Rockets Essen    | Crash Eagles Kaarst    | Starz                     | Givisiez    |

#### Europapokal der Pokalsieger
| Jahr | Gold                  | Silber                 | Bronze                | Ort      |
| ---- | --------------------- | ---------------------- | --------------------- | -------- |
| 2011 | Rolling Aventicum     | SHC Givisiez           | Irish Moose Linz      | Givisiez |
| 2012 | SHC Bienne Seelanders | Wigan Warlords         | Copenhagen Vikings    | Århus    |
| 2013 | SHC Bienne Seelanders | IHC Rothrist           | SHC Givisiez          | Givisiez |
| 2014 | SHC Bienne Seelanders | Gentofte Ravens        | SHC Rolling Aventicum | Rostock  |
| 2015 | SHC Rockets Essen     | SHC Bienne Seelanders  | Gentofte Ravens       | Essen    |
| 2016 | SHC Rockets Essen     | Borehamwood Crusaders  | Sayaluca Lugano       | Essen    |
| 2017 | SHC Rockets Essen     | SHC Buix               | TGW Kassel Wizards    | Tilburg  |
| 2018 | SHC Rockets Essen     | IHC Rothrist           | SHC Rossemaison       | Ternitz  |
| 2019 | SHC Rockets Essen     | ISV Tigers Stegersbach | Samurai Iserlohn      | Essen    |

### Damen
| Jahr | Gold                          | Silber                          | Bronze             | Ort                    |
| ---- | ----------------------------- | ------------------------------- | ------------------ | ---------------------- |
| 2001 | Brune Stjerne                 | Zweibrücken Snipers             | Bochum Lakers      | Bussy                  |
| 2002 | Zweibrücken Snipers           | La Baroche                      | Vesterbro Starz    | Zweibrücken            |
| 2003 | Zweibrücken Snipers           | Vesterbro Starz                 | Mendener Mambas    | Menden                 |
| 2006 | Vesterbro Starz               | Mendener Mambas                 | Copenhagen Vikings | Gentofte               |
| 2007 | Bochum Lakers                 | Vesterbro Starz                 | Mendener Mambas    | Lugano                 |
| 2008 | Gentofte Rattle Snakes        | Mendener Mambas                 | Capolago Flyers    | Gentofte               |
| 2009 | Gentofte Rattle Snakes        | Düsseldorf Rams                 | Vesterbro Starz    | Gentofte               |
| 2011 | Vesterbro Starz               | Admiral Red Dragons Altenberg   | Düsseldorf Rams    | Givisiez               |
| 2012 | Admiral Red Dragons Altenberg | Mendener Mambas                 | Düsseldorf Rams    | Duisburg               |
| 2013 | nicht ausgetragen             |                                 |                    |                        |
| 2014 | Novaggio Twins                | Red Dragons Altenberg Rollmöpse | Vesterbro Starz    | Delsberg               |
| 2015 | nicht ausgetragen             |                                 |                    |                        |
| 2016 | Gentofte Ravens               | Red Dragons Altenberg Rollmöpse | Düsseldorf Rams    | Gentofte               |
| 2017 | Gentofte Ravens               | Borehamwood                     | Spreewölfe Berlin  | Rossemaison            |
| 2018 | Bockumer Bulldogs             | Starz                           | Langenfeld Devils  | Langenfeld (Rheinland) |
| 2019 | Gentofte Ravens               | Mendener Mambas                 |                    | Gentofte               |
| 2021 | Mendener Mambas               | Duisburg Ducks                  | Osterreich         | Berlin                 |

### Junioren (U-19)
| Jahr | Gold                   | Silber               | Bronze                       | Ort               |
| ---- | ---------------------- | -------------------- | ---------------------------- | ----------------- |
| 2000 | Bienne Seelanders      | ---                  | ---                          | ---               |
| 2001 | Copenhagen Bears       | Savosa Yankees       | ---                          | Velbert           |
| 2002 | London Street Warriors | Duisburg Ducks       | ---                          | Kerkdiel          |
| 2004 | Gentofte Alligators    | DEG Rhein Rollers    | Duisburg Ducks               | Düsseldorf        |
| 2006 | HC Köln-West           | Bienne Seelanders    | TV Augsburg                  | Deggendorf        |
| 2007 | HC Köln-West           | TV Augsburg          | West Coast Wasps             | Köln              |
| 2008 | TV Augsburg            | Crefelder SC         | SHC Rockets Essen            | Essen             |
| 2009 | SHC Rockets Essen      | Bienne Seelanders    | Oxford Hurricanes            | Fribourg/Freiburg |
| 2010 | Crefelder SC           | Wigan Warlords       | SHC Rossemaison              | Bochum            |
| 2011 | Bienne Seelanders      | SHC Rossemaison      | MGI Malcantone/Novaggio Twin | Rossemaison       |
| 2012 | SHC Rossemaison        | Bienne Seelanders    | SHC Rolling Aventicum        | Delsberg          |
| 2013 | Duisburg Ducks         | TV Augsburg          | HC Köln-West Rheinos         | Iserlohn          |
| 2014 | Crash Eagles Kaarst    | Buix                 | Bienne Seelanders            | Givisiez          |
| 2015 | Crash Eagles Kaarst    | SHC Rossemaison      | Crefelder SC                 | Krefeld           |
| 2016 | Crefelder SC           | Crash Eagles Kaarst  | Bissendorfer Panther         | Wedemark          |
| 2017 | SHC Rossemaison        | Copenhagen All-Stars | Crash Eagles Kaarst          | Rossemaison       |
| 2018 | Crash Eagles Kaarst    | Miners Oberhausen    | SHC Rossemaison              | Kaarst            |
| 2019 | Crash Eagles Kaarst    | SHC Rossemaison      | Red Devils Berlin            | Avenches          |

### Jugend (U-16)
| Jahr | Gold                 | Silber               | Bronze               | Ort         |
| ---- | -------------------- | -------------------- | -------------------- | ----------- |
| 2001 | Duisburg Ducks       | ---                  | ---                  | Duisburg    |
| 2003 | Mendener Mambas      | Borehamwood Saracens | Gentofte Alligators  | Menden      |
| 2004 | Gentofte Alligators  | HC Köln-West         | TV Augsburg          | Augsburg    |
| 2005 | HC Köln-West         | TV Augsburg          | La Baroche           | Lugano      |
| 2006 | IHC La Broye         | Crefelder SC         | Moskitos Essen       | Essen       |
| 2007 | Crefelder SC         | IHC La Broye         | Wigan Warlords       | Krefeld     |
| 2008 | Bienne Seelanders    | MGI Malcantone       | Samurai Iserlohn     | Iserlohn    |
| 2009 | Crash Eagles Kaarst  | SHC Rossemaison      | IHC La Broye         | Kaarst      |
| 2010 | Bienne Seelander     | Crefelder SC         | Gentofte Alligators  | Porrentruy  |
| 2011 | Gentofte Alligators  | HC HIS               | Düsseldorf Rams      | Gentofte    |
| 2012 | Düsseldorf Rams      | Zoran Falcons        | HC Köln-West Rheinos | Krefeld     |
| 2013 | Crefelder SC         | Zoran Falcons        | Crash Eagles Kaarst  | Kaarst      |
| 2014 | Copenhagen All-Stars | Leader-1420-Moscow   | Crash Eagles Kaarst  | Wolfurt     |
| 2015 | Crash Eagles Kaarst  | Düsseldorf Rams      | SHC Rossemaison      | Kaarst      |
| 2016 | Crash Eagles Kaarst  | SHC Rossemaison      | Zoran Falcons        | Rossemaison |
| 2017 | Crash Eagles Kaarst  | Copenhagen Vikings   | SHC Rossemaison      | Kaarst      |
| 2018 | Copenhagen Vikings   | SHC Rossemaison      | Crefelder SC         | Düsseldorf  |
| 2019 | Zoran Falcons        | SHC Rossemaison      | Bissendorfer Panther | Rossemaison |
| 2023 | SHC Rossemaison      | IHC La Broye         | IHC Atting           | Rossemaison |
| 2024 | SHC Rossemaison      | SHC Wollerau         | Düsseldorf Rams      | Düsseldorf  |

### Schüler (U-13)
| Jahr | Gold                 | Silber                   | Bronze                | Ort                    |
| ---- | -------------------- | ------------------------ | --------------------- | ---------------------- |
| 2000 | Graves Flames        | ---                      | ---                   | ---                    |
| 2001 | West Coast Wasps     | ---                      | ---                   | ---                    |
| 2002 | Morpeth Mohawks      | Street Warrior Waalwijk  | Crefelder SC          | Valkenswaard           |
| 2003 | West Coast Wasps     | Crefelder SC             | Moskitos Essen        | Essen                  |
| 2004 | Crefelder SC         | El Diablo                | Copenhagen Vikings    | Essen                  |
| 2005 | Gentofte Alligators  | Crefelder SC             | Oxford Blues Storms   | Krefeld                |
| 2006 | Norton Cyclones      | Samurai Iserlohn         | SHC Rossemaison       | Iserlohn               |
| 2007 | Chelmford Checkers   | Crash Eagles Kaarst      | SHC Bassecourt Eagles | Kaarst                 |
| 2008 | Gentofte Alligators  | Fireballs Sterkrade      | SHC Bassecourt Eagles | Gentofte               |
| 2009 | SHC Buix             | Bissendorfer Panther     | Ahauser Maidy Dogs    | Ahaus                  |
| 2010 | KSV Wien Scorpions   | Crefelder SC             | Copenhagen All-Stars  | Krefeld                |
| 2011 | Copenhagen All-Stars | Crash Eagles Kaarst      | TV Augsburg           | Iserlohn               |
| 2012 | Berlin Buffalos      | Zoran Falcons            | Copenhagen All-Stars  | Gentofte               |
| 2013 | SHC Givisiez         | Leader-1420-Moscow       | Crash Eagles Kaarst   | Givisiez               |
| 2014 | Crash Eagles Kaarst  | Odense Ishockey Østerbro | SHC Rossemaison       | Langenfeld (Rheinland) |
| 2015 | Copenhagen Vikings   | SHC Rossemaison          | Crefelder SC          | Delsberg               |
| 2016 | Copenhagen Vikings   | Zoran Falcons            | Crash Eagles Kaarst   | Kaarst                 |
| 2017 | Leader-1420-Moscow   | SHC Rossemaison          | Zoran Falcons         | Wedemark               |
| 2018 | Leader-1420-Moscow   | Rodovre Red Devils       | Zoran Falcons         | Rødovre                |
| 2019 | Rodovre Red Devils   | Crash Eagles Kaarst      | Bissendorfer Panther  | Kaarst                 |

## Medaillenspiegel nach Ländern

### Herren
| Rang | Land                   | Gold | Silber | Bronze | Gesamt |
| ---- | ---------------------- | ---- | ------ | ------ | ------ |
| 1    | Deutschland            | 9    | 4      | 4      | 17     |
| 2    | Schweiz                | 4    | 3      | 4      | 10     |
| 3    | Dänemark               | 4    | 2      | 3      | 9      |
| 4    | Vereinigtes Königreich | 1    | 4      | 2      | 7      |

#### Europapokal der Pokalsieger
| Rang | Land                   | Gold | Silber | Bronze | Gesamt |
| ---- | ---------------------- | ---- | ------ | ------ | ------ |
| 1    | Schweiz                | 4    | 4      | 3      | 11     |
| 2    | Deutschland            | 3    | -      | 1      | 3      |
| 3    | Vereinigtes Königreich | -    | 2      | –      | 2      |
| 4    | Dänemark               | –    | 1      | 2      | 3      |
| 5    | Österreich             | –    | 1      | 1      | 2      |

### Damen
| Rang | Land        | Gold | Silber | Bronze | Gesamt |
| ---- | ----------- | ---- | ------ | ------ | ------ |
| 1    | Dänemark    | 6    | 2      | 4      | 12     |
| 2    | Deutschland | 3    | 5      | 6      | 14     |
| 3    | Österreich  | 1    | 3      | -      | 4      |
| 4    | Schweiz     | 1    | 1      | 1      | 3      |

### Junioren (U-19)
| Rang | Land                   | Gold | Silber | Bronze | Gesamt |
| ---- | ---------------------- | ---- | ------ | ------ | ------ |
| 1    | Deutschland            | 9    | 6      | 7      | 22     |
| 2    | Schweiz                | 4    | 7      | 4      | 15     |
| 3    | Dänemark               | 2    | 1      | -      | 3      |
| 4    | Vereinigtes Königreich | 1    | 1      | 2      | 4      |

### Jugend (U-16)
| Rang | Land                   | Gold | Silber | Bronze | Gesamt |
| ---- | ---------------------- | ---- | ------ | ------ | ------ |
| 1    | Deutschland            | 9    | 5      | 10     | 24     |
| 2    | Schweiz                | 5    | 6      | 3      | 14     |
| 3    | Dänemark               | 3    | -      | 2      | 5      |
| 4    | Israel                 | -    | 3      | 1      | 4      |
| 5    | Vereinigtes Königreich | -    | 1      | 1      | 2      |
| 6    | Russland               | -    | 1      | -      | 1      |

### Schüler (U-13)
| Rang | Land                   | Gold | Silber | Bronze | Gesamt |
| ---- | ---------------------- | ---- | ------ | ------ | ------ |
| 1    | Vereinigtes Königreich | 6    | -      | 1      | 7      |
| 2    | Dänemark               | 5    | 2      | 3      | 10     |
| 3    | Deutschland            | 3    | 8      | 7      | 18     |
| 4    | Schweiz                | 2    | 2      | 4      | 8      |
| 5    | Russland               | 1    | 1      | -      | 2      |
| 6    | Österreich             | 1    | -      | -      | 1      |
| 7    | Israel                 | -    | 2      | 1      | 3      |
| 8    | Niederlande            | -    | 1      | -      | 1      |